# Yamaha YM2164

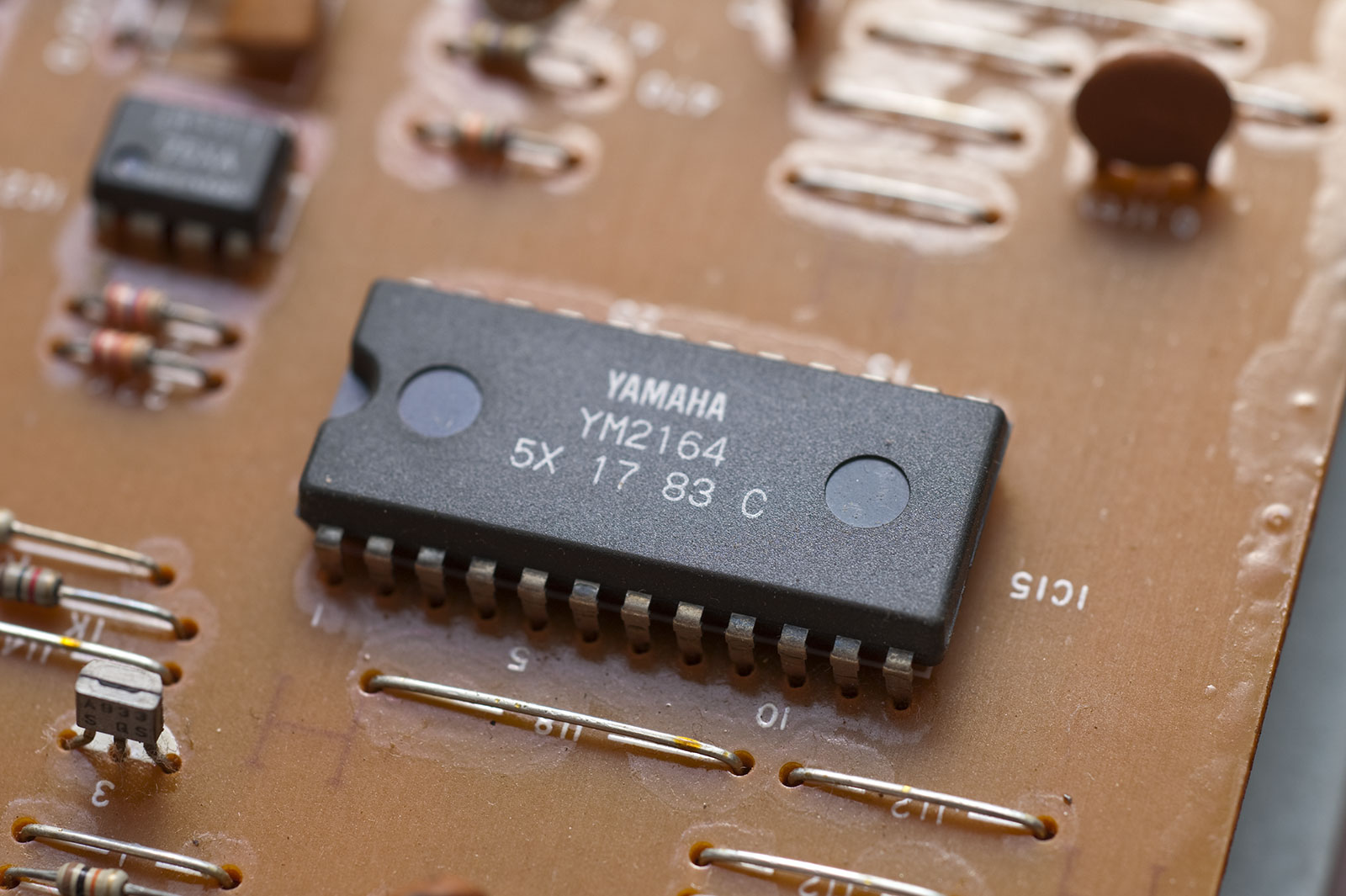
Lo Yamaha YM2164.

L'YM2164 OPP (da "FM Operator Type-P") è un chip sonoro con capacità di sintesi FM sviluppato da Yamaha, molto simile allo Yamaha YM2151.
È stato usato da Yamaha in diversi sintetizzatori MIDI, come il DX21, il DX27, il DX100, l'SFG-05 e l'FB-01. Yamaha ha distribuito il chip solo a Korg, che lo ha impiegato nei suoi sintetizzatori DS-8 e 707.

## Caratteristiche
L'YM2164 ha le seguenti caratteristiche:
- 8 canali (voci) FM simultanei;
- 4 oscillatori per canale;
- 1 oscillatore a bassa frequenza.